# Rauchfetischismus

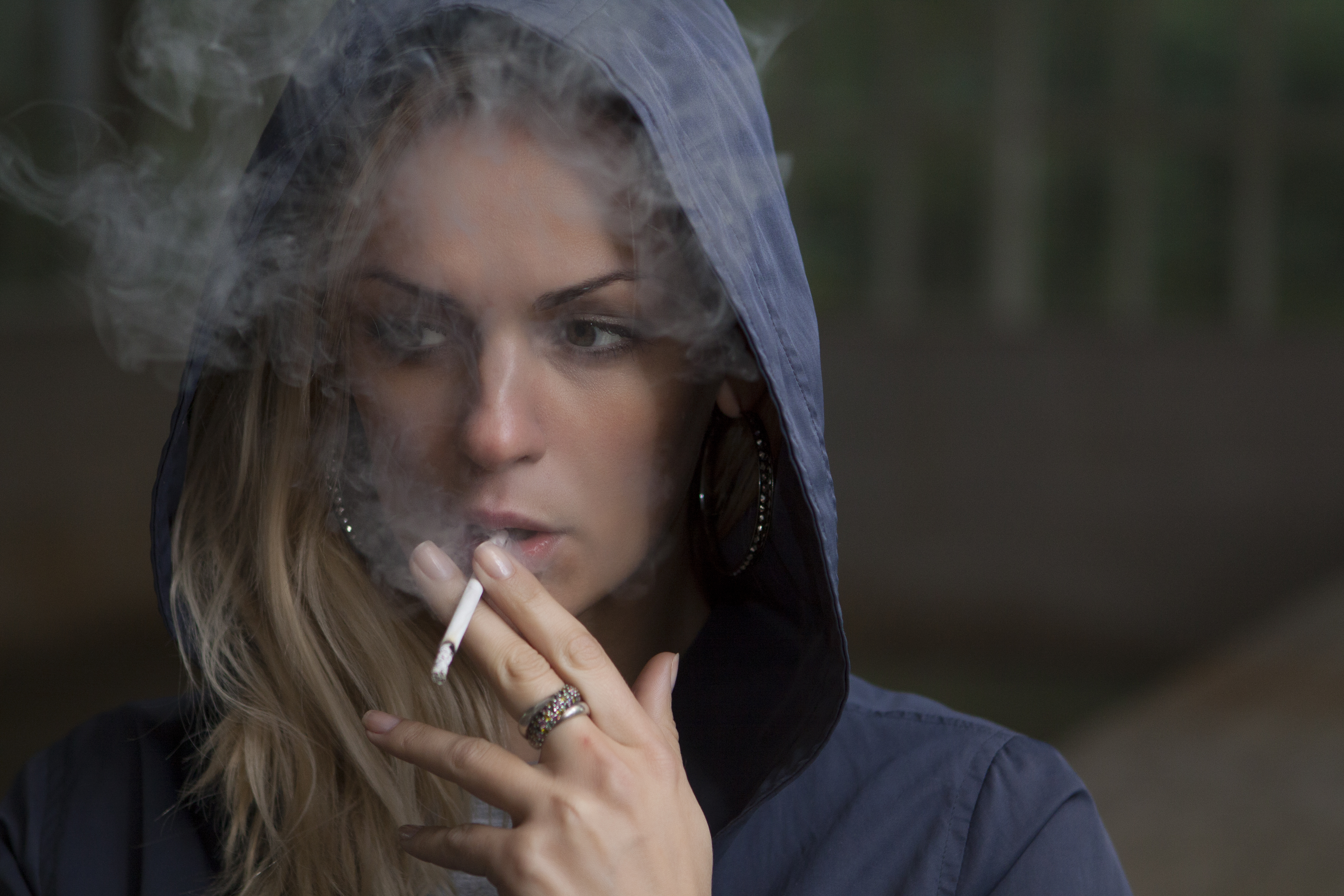
Raucherin

Als Rauchfetischismus (auch Capnolagnia) bezeichnet man eine Form des Fetischismus, die das Tabakrauchen in Form von Zigaretten, Zigarren, seltener auch Pfeifen im Blickfeld hat. Rauchfetischisten empfinden den Anblick rauchender Personen als sexuell erregend und/oder als ästhetisch, wobei die Stärke dieser Empfindung variiert.

## Diagnose
Über die Diagnosekriterien eines allgemeinen Fetischismus hinaus gelten folgende Kriterien. Menschen, die eines oder mehrere der folgenden Symptome verspüren, gelten als Rauchfetischisten:
- Sexuelles Interesse darin, andere Menschen beim Rauchen zu beobachten.
- Wiederkehrende intensive sexuelle Fantasien, die beinhalten, andere Menschen beim Rauchen zu beobachten.
- Wiederkehrendes intensives Sexualverlangen, andere Menschen beim Rauchen zu beobachten.[1]

Capnolagnie wird nicht als Krankheit betrachtet, sondern als sexuelle Vorliebe. Viele Rauchfetischisten suchen keine medizinische oder psychotherapeutische Hilfe, es sei denn, der Fetisch beeinflusst sie unangenehm in ihrem täglichen Leben. Die Mehrheit der Rauchfetischisten hat gelernt, ihren Fetisch zu akzeptieren, und erfreut sich daran in einer angemessenen Art und Weise.

## Verbreitung und soziale Stellung
In den letzten Jahren wird der Rauchfetischismus – wegen der schwindenden Akzeptanz des Rauchens selbst – in den westlichen Kulturen zunehmend für sozial inakzeptabel gehalten. Aus diesem Grund bekennen sich Anhänger des Rauchfetischismus oft nur ungern dazu, weshalb seine tatsächliche Verbreitung in der Gesellschaft nicht exakt geschätzt werden kann. Er scheint jedoch in allen Kulturen vorzukommen, wie einschlägige Web-Angebote aus Asien, Nord- und Südamerika sowie Europa zeigen.
Es werden üblicherweise rauchende Frauen thematisiert, da der Fetisch anscheinend überwiegend von heterosexuellen Männern entwickelt wird und sich in den Medien auch beinahe ausschließlich als Phänomen dieser Bevölkerungsgruppe darstellt. Es gibt allerdings auch homosexuelle Rauchfetischisten beider Geschlechter, deren Verbreitung und Vorlieben aber weitgehend unbekannt sind.

## Mögliche Ursachen für diese Form des Fetischismus
Eine offizielle psychologische Begründung für den Rauchfetischismus ist bislang noch nicht gefunden worden. Im privaten Kreis gibt es jedoch bereits Thesen, die durch Selbstanalyse von Betroffenen erstellt wurden. Einige dieser Thesen beinhalten Aspekte aus folgenden Gruppen:
- Kindheit: Erfahrungen mit einer oder mehreren als attraktiv empfundenen Raucherinnen während der Kindheit
- Medien: früher Kontakt mit sexualisierten Darstellungen von Raucherinnen, insbesondere durch Werbung, die Ära des Film noir, und Pornografie[4][5]
- Körpersprache: feminine Körpersprache von Raucherinnen
- Tabu: wahrgenommene Unabhängigkeit oder rebellisches Verhalten von Rauchern, trotz gesellschaftlicher Ablehnung derselben
- Impulsivität: wahrgenommener Symbolismus einer mutigen oder impulsiven Persönlichkeit
- Selbstbewusstsein: wahrgenommenes Selbstbewusstsein von Rauchern
- Verführung: wahrgenommene Macht der Überzeugung oder Verführung, einen anderen Menschen zum Rauchen zu bedrängen
- Sadomasochismus: sadistische Gefühle hinsichtlich der Schädlichkeit des Rauchens
- psychosexuelle Entwicklung: Phänomene in der oralen oder phallischen Phase der kindlichen Entwicklung, basierend auf der Theorie von Sigmund Freud

Ein möglicher optischer Zusammenhang mit der Tabakware als Phallussymbol wird erwähnt, darüber hinaus auch die infolge dieses Bildes denkbare Vorstellung der Feminisierung und Entmachtung des nicht-rauchenden Mannes durch die rauchende Frau. Verstärkt wird dies durch das traditionell für Frauen nicht übliche Rauchen, die damit in eine männliche Domäne eindringen. Als es für Frauen gesellschaftlich verpönt war zu rauchen, gewann das Bild einer rauchenden Frau zusätzlich an Erotik. Ebenfalls aus früheren Zeiten und stärker auf Frauen bezogen, waren die Darstellungen in älteren Epochen der Filmgeschichte, insbesondere aus der Zeit des Film Noir.
Durch Zunahme von Anti-Rauch-Kampagnen (vgl. Weltnichtrauchertag) wird das Rauchen mehr und mehr zu einer Regelübertretung oder einem Tabu; erotisierte Bilder von rauchenden Personen gewinnen möglicherweise einen Teil ihrer Ausstrahlung dadurch, dass sie den Bruch eines solchen Tabus darstellen. In manchen Zusammenhängen der sadomasochistischen Subkultur wird das Rauchen ritualisiert und erotisiert, wobei allgemein derjenige als dominanter Teil der Beziehung verstanden wird, der raucht beziehungsweise das Rauchen und die Tabakwaren als Machtmittel einsetzen kann.

## Kultur und Geschichte

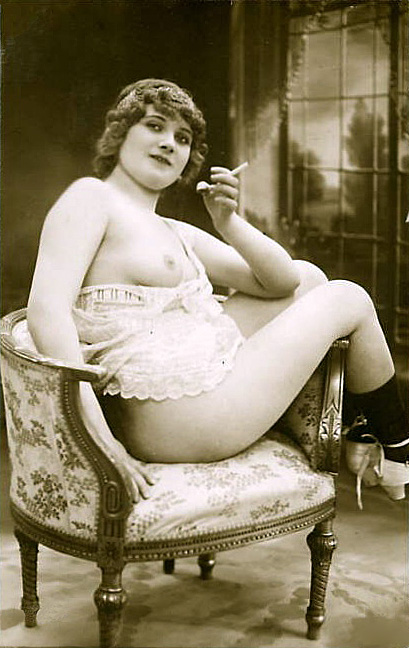
Rauchende Frau um 1910

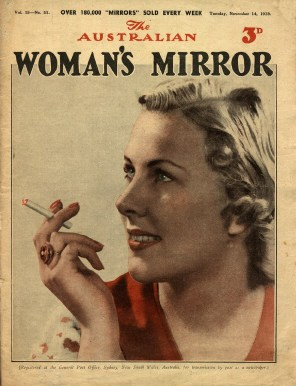
Rauchende Frau auf dem Titelblatt einer Zeitschrift, 1939

Aufgrund der schätzungsweise relativ geringen Verbreitung des Rauchfetischismus war dieses Phänomen vor dem Aufkommen des Internets weitgehend unbekannt. Dann trafen sich Anhänger des Fetischs jedoch online, tauschten oder verkauften Bilder rauchender Frauen, Kurzgeschichten, berichteten von Beobachtungen („Sightings“) oder diskutierten in Foren. Einige der ersten Newsgroups zu diesem Thema waren alt.smokers.glamour (ASG) und alt.sex.fetish.smoking (ASFS). Zusätzlich zu solchen freien Adressen, die oft eingescannte Bilder aus Zeitschriften oder eigene Schnappschüsse anbieten, sind inzwischen zahlreiche kommerzielle Internet-Angebote entstanden, bei denen man Videos von Fotomodellen, die vor der Kamera rauchen, erwerben kann. Beispielsweise baut Andrew Blake, ein bekannter Produzent erotischer Hochglanzfilme aus dem Bereich des sexuellen Fetischismus, das Rauchen gelegentlich als Element meist in Zusammenhang mit lesbischer Erotik in seine Filme ein.
Generell ist die Ausprägung des Rauchfetischismus an sich so differenziert, dass auch die im Internet anzutreffenden Angebote in ihrem Inhalt stark variieren. Während man auf einigen Websites Bilder und Videos von nackten oder sogar nackten schwangeren Raucherinnen finden kann, fokussieren sich andere beispielsweise auf möglichst kreative Arten des Rauchens und auf die optimale Darstellung der Persönlichkeit einer Raucherin. Allgemein kann man festhalten, dass die Angebote so differenziert sind wie der Fetisch selbst und aus diesem Grunde kein spezieller Phänotyp des Rauchfetischismus genannt werden kann, sondern allenfalls Charakteristika, die von der Mehrheit aller Betroffenen geteilt werden.

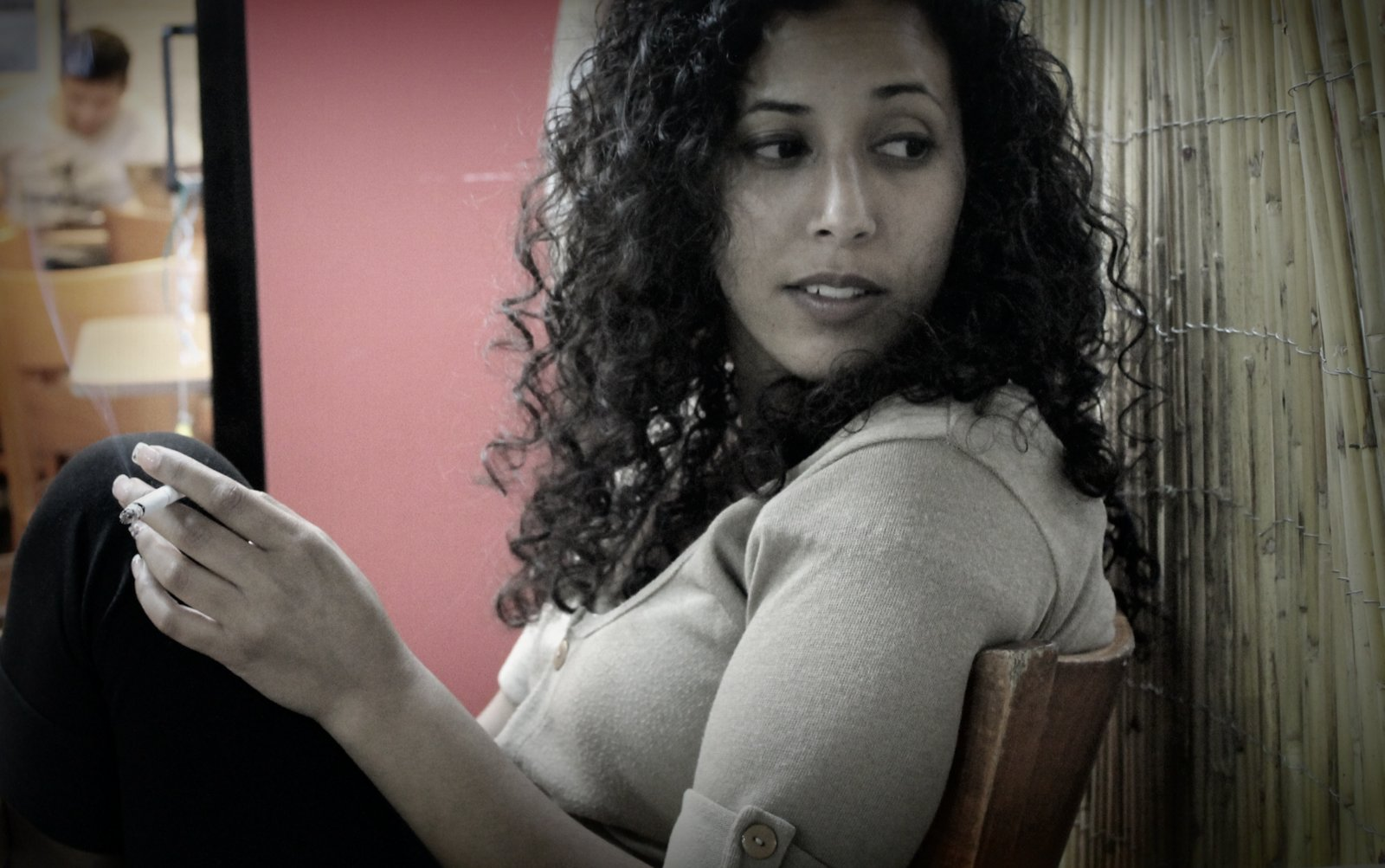

## Arten des Rauchfetischismus
Der Begriff „Rauchfetischismus“ ist ein Oberbegriff für verschiedene Arten des Fetischismus, die mit dem Rauchen in Zusammenhang stehen. Grob unterteilt gibt es dabei zwei deutlich erkennbare Richtungen, die sogenannte „Lichtseite“ und als ihr Pendant die sogenannte „Schattenseite“, mit fließenden Übergängen in den fetischistischen Praktiken.
Generell empfinden aber Anhänger der „Lichtseite“ die Praktiken der „Schattenseite“ als abstoßend und umgekehrt.
Die Begriffe spiegeln die Gegensätzlichkeit dieser beiden Arten des Rauchfetischismus wider. Dennoch ist darauf zu achten, dass diese Begriffe nicht als strikte Kategorisierung zu verstehen sind.

### Lichtseite
Einige, aber nicht alle Fetischisten teilen eine Faszination für die gemeinhin als positiv betrachteten Seiten des Rauchens (Entspannung, Wohlbefinden, Ästhetik, soziale Aspekte); diese Stilrichtung bezeichnet man oft als Lichtseite. Die negativen Konsequenzen, die sich aus dem Rauchen ergeben (Abhängigkeit, gesundheitliche Beeinträchtigungen jedweder Form, veränderter Geruch, Kosten), werden von den Anhängern jener Art bewusst verharmlost oder als sexuell unattraktiv empfunden. Einige, aber nicht alle Betroffenen tun sogar so, als sei das Rauchen gesund, zumindest aber kaum schädlich. Praktiken sind vor allem als sinnlich empfundene Rauchtechniken, beispielsweise das Ziehen des Rauches vom Mund in die Nase („französisches Inhalieren“) oder das Übertragen von Rauch beim Küssen („rauchige Küsse“), zum Teil auch während des Geschlechtsaktes.

### Schattenseite
Auf der anderen Seite gibt es Fetischisten, welche die süchtig machenden Eigenschaften des Nikotins und den gesundheitsschädigenden Aspekt des Rauchens erotisierend finden, und so gibt es eine Art des Rauchfetischismus, oft die „Schattenseite“ oder „Lungenschädigung“ genannt, die sich mit Frauen beschäftigt, die durch das Rauchen beeinträchtigt sind und sich selbst (oder gar ihr zukünftiges Baby) schädigen. Auch das sogenannte „Zwangsrauchen“, bei dem andere Personen (meist Nichtraucher) zum Rauchen gezwungen werden, gehört in diese Kategorie.
Husten und zum Teil auch Atemnot werden als erregend empfunden, bei betroffenen Rauchern oft auch bei sich selbst. Viele Betroffene rauchen absichtlich sehr viel, um diese Wirkung zu verstärken, oder empfinden es als erregend, wenn eine andere rauchende Person dies tut. Es gibt entsprechende Praktiken, wie das Rauchen von Zigarren auf Lunge oder das Zweckentfremden von Gasmasken, wobei der Filter entfernt und durch Zigaretten oder Zigarren ersetzt wird, die typisch für die „Schattenseite“ sind.

### Hinweise zur Einteilung
Ein einzelner Rauchfetischist hat individuelle Präferenzen, die sich aus einer der beiden Kategorien ergeben können, aber nicht ausschließlich ergeben müssen. Die Einteilung in „Lichtseite“ und „Schattenseite“ ist daher phänomenologisch auf die Gesamtheit der Rauchfetischisten anwendbar, jedoch lassen sich daraus keine definitiven Rückschlüsse auf die Vorlieben von Individuen ziehen.

## Rauchfetischismus und subjektive Bewertung der Schädlichkeit
Mögliche Schäden, die durch das Rauchen bei den Rauchern entstehen können, sind bekannt; die einzelnen Betroffenen gehen auf ganz unterschiedliche Art und Weise damit um: Nichtrauchende Fetischisten suchen beispielsweise einen Konsens zwischen ihrem Fetisch und den abwertenden Gefühlen, die sie gegenüber Rauchern hegen, während andere sich auf schädlichen Aspekte des Rauchens fixieren, mitunter sogar versuchen, sie zu verstärken und besonders zu betonen bzw. hervorzuheben (vgl. „Schattenseite“).
Eine weitere Problemstellung ergibt sich aus dem Inkaufnehmen der Schädigung einer anderen Person zur Befriedigung des eigenen Fetisches, besonders auch im Zusammenhang mit Beziehungen, in denen dieser Fetisch ausgelebt wird. Ein Ausleben des Fetischs wäre in Beziehungen dann denkbar, wenn sich beide Partner an die aus der BDSM-Szene bekannte Regel „safe, sane and consensual“ (sichere, vernünftige und in beiderseitigem Einstimmen vorgenommene Handlung) halten.
Rauchfetischisten, die selbst rauchen, fällt es generell schwerer, mit dem Rauchen aufzuhören, als nicht vom Fetischismus Betroffene, da bei ihnen nicht nur die Nikotinsucht, sondern auch der Rauchfetisch ursächlich für das Rauchverlangen sein kann.

## Rauchfetischismus und Neoterophilie
Im Rauchfetischismus werden Elemente von Neoterophilie vermutet, da das Motiv des Mädchens im Teenageralter, das vom angewiderten Nichtraucher zum hoffnungslos abhängigen Raucher wird, in der rauchfetischistischen Literatur regelmäßig wiederkehrt. Ob diese Vermutung stimmt, ist strittig, weil die meisten Raucher tatsächlich im jugendlichen Alter angefangen haben und somit eine deutliche Unterscheidung zwischen Neoterophilie und den persönlichen Präferenzen eines Fetischisten nicht möglich ist. Sollte diese Vermutung zutreffen, so trifft sie nicht auf alle Rauchfetischisten zu, da ein Teil der Betroffenen – meist Erwachsene – gleichwohl erwachsene Raucherinnen bevorzugt, wie einschlägige Blogs, Forenbeiträge, Storys, Bildergalerien und Abhandlungen über das Thema zeigen. Im Gegensatz dazu scheinen Rauchfetischisten im jugendlichen Alter ebenfalls jugendliche Raucherinnen zu bevorzugen.

## Rauchfetischistische Präferenzen
Das Hauptaugenmerk der Fetischisten unterscheidet sich oft von Person zu Person und scheint sehr individuell geprägt zu sein: Während viele besonderen Wert auf das (sehr) tiefe Inhalieren des Tabakrauchs in die Lunge (Inhale) und das anschließende Ausatmen (Exhale) legen – wobei lange, gerade Ausblaspraktiken anscheinend bevorzugt werden –, achten andere auf eventuelle „Rauchtricks“, die von der rauchenden Person praktiziert werden. Viele Betroffene, welche die Praktiken der „Schattenseite“ reizvoll finden, mögen es besonders, wenn der Rauch lange in der Lunge gelassen wird, was die gesundheitsschädliche Wirkung noch verstärkt – Betroffene, die ihre Vorlieben eher der „Lichtseite“ zuordnen, mögen hingegen oft Praktiken, die als besonders Sinnlichkeit empfunden werden. Auch das reine laszive Posieren mit einer Zigarette vor der Kamera (mit Handschuhen oder Zigarettenspitze) löst bei vielen der Betroffenen zum Teil heftige sexuelle Reaktionen aus, deren Intensität jedoch stark von den persönlichen Präferenzen abhängt. Ähnlich wie bei gewöhnlichen sexuellen Vorlieben scheinen die Geschmäcker auch hier verschieden zu sein.
Dennoch gibt es gewisse, immer wieder antreffbare Aspekte, die offensichtlich von vielen Rauchfetischisten als sexuell erregend oder ästhetisch empfunden werden.

### Beispiele für solche Präferenzen
Die folgende Liste ist keinesfalls abschließend, sondern soll nur einige Beispiele aufzählen.

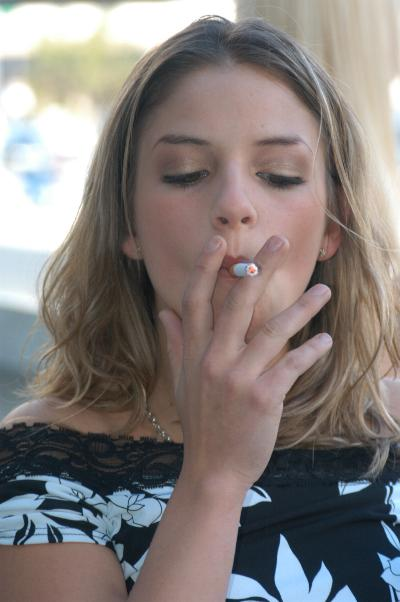
Die individuellen Präferenzen von Rauchfetischisten unterscheiden sich stark.

- Geschlecht und Alter der rauchenden Person – hier zeichnet sich eindeutig eine Vorliebe für rauchende Frauen ab, vermutlich wegen des hohen Anteils an heterosexuellen Männern unter den Fetischisten. Häufig werden junge Frauen im Alter von schätzungsweise sechzehn bis dreißig Jahren bevorzugt, eher seltener ältere oder jüngere. Bei Betroffenen, die jüngere Frauen und Mädchen bevorzugen, wirkt häufig die Vorstellung erregend, dass ein junges, gesundes Mädchen schon früh mit dem Rauchen anfängt und dann hoffnungslos süchtig wird.
- Abhängigkeit der rauchenden Person – manche Rauchfetischisten fühlen sich zu Personen hingezogen, die offen ihre Abhängigkeit hinsichtlich des Rauchens zeigen oder – im Gegensatz dazu – versuchen, sie zu verstecken. Viele Fetischisten, die sich zur Lichtseite bekennen, schenken diesem Aspekt jedoch nicht besonders viel Beachtung oder fühlen sich von Abhängigkeit sogar abgestoßen. Anders verhält es sich hinsichtlich der Schattenseite, wo das Verhältnis in etwa umgekehrt zu sein scheint. Entsprechend ist starker Konsum ein Aspekt, der vor allem im Bereich der Schattenseite weit verbreitet ist.
- Rauchtechnik – dies bezeichnet eine Vorliebe für eine bestimmte Art des Rauchens. Bevorzugt werden meist Techniken, bei denen der Rauch vom Beobachter aus gut sichtbar ist, bevor er von der rauchenden Person inhaliert wird. Es existiert ein breites Spektrum an unterschiedlichsten Techniken, die Bezeichnungen wie „Snap Inhale“, „French Inhale“, „Open Mouth Inhale“, „Double Pump“ etc. tragen.
- Typ, Marke und Beschaffenheit des Rauchutensils – Zigaretten werden meist bevorzugt, es gibt jedoch auch Fetischisten, die auf Zigarillos oder Pfeifen fixiert sind. Längere Rauchutensilien bzw. Marken (beispielsweise Marlboro 100s oder Eve 120s) werden, wahrscheinlich wegen der ihnen zugrunde liegenden femininen Assoziationen, von vielen Rauchfetischisten bevorzugt. Sie teilen oft eine Vorliebe für bestimmte Zigarettenmarken wie Marlboro, Newports, Vouge, Eve oder Davidoff; man vermutet, dass die soziale Prägung der Betroffenen durch das Image dieser Marke hierbei eine Rolle spielt, insbesondere durch subjektive Erfahrungen des Rauchfetischisten mit der jeweiligen Marke. Zigarettenspitzen („Holder“) wurden aufgrund ihres glamourösen Eindrucks oft in älteren Filmen gezeigt und scheinen von vielen Fetischisten gern gesehen zu werden; eine direkte Prägung auf genau diesen Aspekt ist jedoch seltener anzutreffen. Bei der „Schattenseite“ werden zum Teil auch Zigarren, als besonders stark geltende Zigaretten und Zigaretten ohne Filter bevorzugt.

## Möglicher Einfluss der Tabakindustrie
Mehrere Forscher beschäftigten sich mit der Verbreitung und dem Einfluss von Rauchfetischismus-Beiträgen auf Social-Media-Plattformen. Die Urheber der Videos ließen sich nicht zweifelsfrei klären; die Forscher halten es angesichts der Werbegeschichte der Tabakindustrie aber für möglich, dass sie zum Teil von dieser als Schleichwerbung für das Rauchen verbreitet werden. Sie fordern strengere Altersregulierungen für Inhalte dieser Art. Eine detaillierte Analyse steht jedoch noch aus. Aus subjektiver Perspektive der Rauchfetischisten wird die überwiegende Mehrzahl der o. g. Beiträge von professionellen, semi-professionellen oder Amateurproduzenten von Rauchfetischmaterial erstellt und veröffentlicht. Wenngleich eine Beteiligung der Tabakindustrie als möglich erscheint, so gibt es hierfür zurzeit keinerlei fundierte Belege.

## Wissenschaftliche Untersuchung des Rauchfetischismus
Der Rauchfetischismus wurde bislang nur in sehr geringfügigem Maße von Wissenschaftlern untersucht. Viele Aspekte dieses Artikels beruhen daher, sofern keine wissenschaftlichen Quellen explizit genannt worden sind, auf zusammengetragenen Erfahrungsberichten Betroffener. Dies sollte beim Lesen dieses Artikels berücksichtigt werden.